# Moucherolle petit-coq
Alectrurus tricolor
Espèce
Synonymes
- Gallita tricolor

Statut de conservation UICN

 VU  : Vulnérable
Le Moucherolle petit-coq (Alectrurus tricolor) est une espèce de passereau placée dans la famille des Tyrannidae. Son statut de conservation est Vulnérable selon la liste rouge de l'UICN.

## Systématique
Il a été décrit en 1816 par Louis Jean Pierre Vieillot sous le nom scientifique de Gallita tricolor.

## Distribution
Le Moucherolle petit-coq vit localement dans l'Est de la Bolivie, dans le Nord-Est de l'Argentine, dans le Nord-Est du Paraguay et dans le Sud du Brésil. Sa population est estimée à entre 10 000 et 19 999 individus.
Il est devenu très rare et ne se retrouve par exemple que localement au Nord et à l'Est de la Bolivie. Il est plus courant dans les pampas du Nord et de l'Est du département de Beni, mais est inexpliquablement absent dans de larges zones.
Il vit également au centre et dans le Sud du Brésil, dans les États de Mato Grosso, Mato Grosso do Sul, Goiás, District fédéral, Minas Gerais, Espírito Santo et possiblement Rio Grande do Sul, mais il reste rare, sauf dans quelques zones protégées de Goiás, District fédéral et Minas Gerais.
Au Paraguay, on en retrouve localement un certain nombre dans les estancias de Laguna Blanca (Paraguay) (es) (département de San Pedro) et de La Graciela (département de Misiones) ainsi que dans la réserve de San Rafael (Département d'Itapúa) ; dans ces zones leur nombre tend à rester constant. On le retrouve en outre, rarement, dans d'autres régions de l'Est du pays, dans les départements de Concepción, San Pedro, la Cordillera, Caazapá, Itapúa et Misiones.
Dans le Nord de l'Argentine, quelques vieux spécimens ont été capturés dans le Nord-Est de la province de Corrientes et dans le Sud de celle de Misiones, mais l'espèce n'a plus été observée depuis septembre 1979 malgré des recherches dans l'habitat qu'elle affectionne.

## Habitat
Il vit dans des prairies saisonnièrement humides, préférant la végétation de 30 cm à 1 m de haut comme, en Bolivie, Trachypogon.  Dans le Sud du Brésil, l'espèce a été observée dans des prairies humides où dominent les cypéracées et les graminées.
Même si dans le Parc national de la Sierra de Canastra (es), il est migrateur, arrivant entre mi-août et septembre et repartant en décembre et janvier, le Moucherolle petit-coq semble la plupart du temps sédentaire, ou nomade.

## Reproduction
La reproduction a lieu au début de la saison humide, en septembre et octobre. Dans le Sud du Brésil, des nids ont été observés sur le sol, dans des prairies très humides.

## Alimentation
Il est généralement insectivore.